# Elementos orbitales

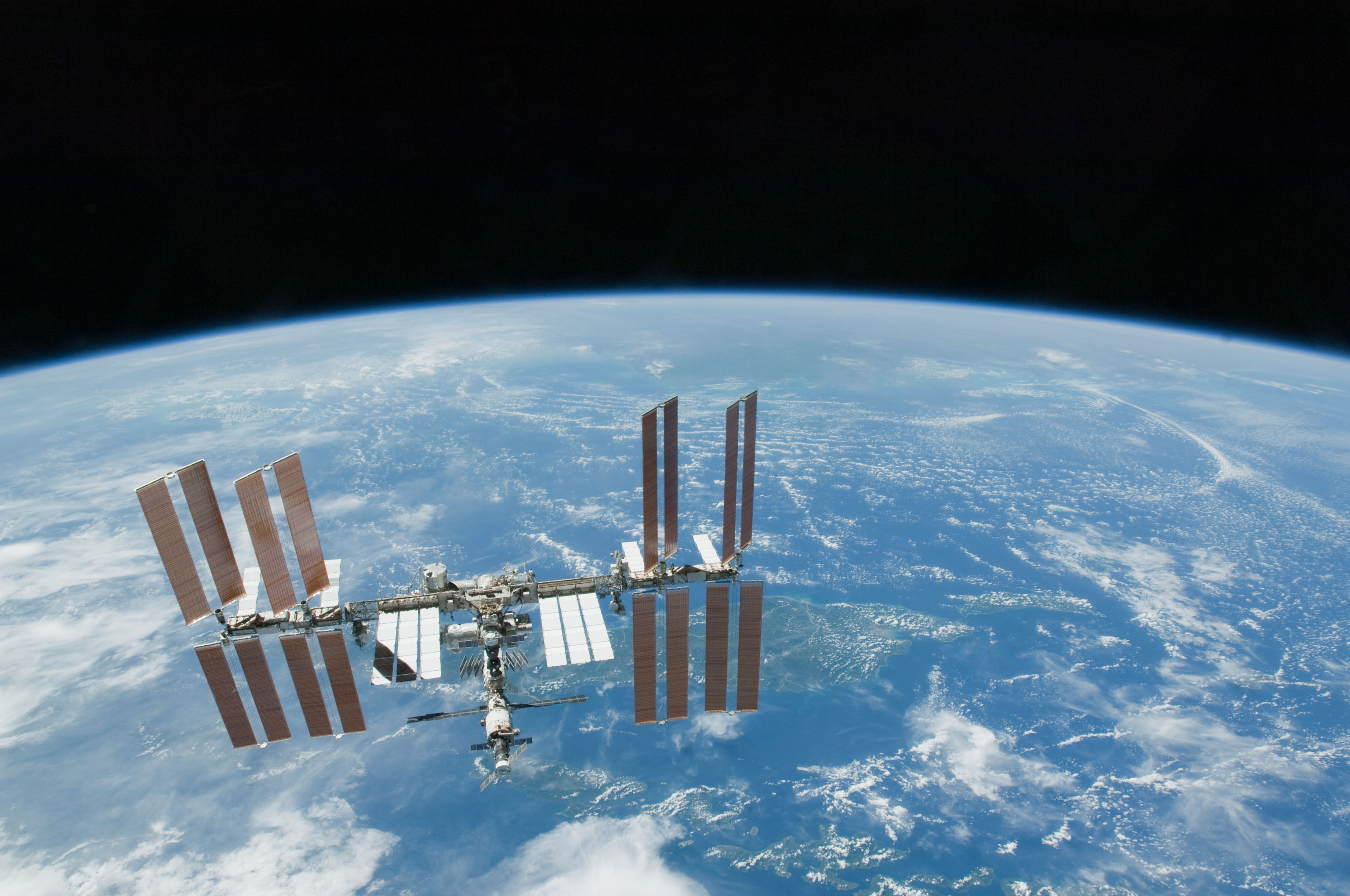
La Estación Espacial Internacional orbitando alrededor de la Tierra

Los elementos orbitales son los parámetros necesarios para identificar de forma única la órbita específica de un cuerpo celeste. En mecánica celeste estos elementos se consideran en sistemas de dos cuerpos utilizando una órbita de Kepler. Hay muchas formas diferentes de describir matemáticamente la misma órbita, pero ciertos esquemas, cada uno de los cuales consta de un conjunto de seis parámetros, se usan comúnmente en astronomía y mecánica orbital.
Una órbita real y sus elementos cambian con el tiempo debido a las perturbaciones gravitatorias de otros objetos y los efectos de la relatividad general. Una órbita de Kepler es una aproximación matemática idealizada de la órbita en un momento determinado.

## Elementos keplerianos

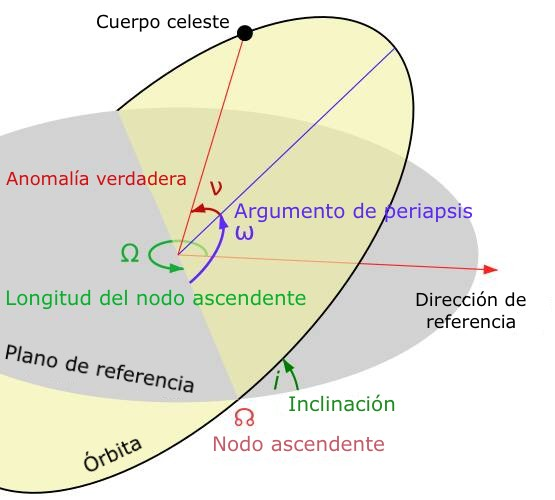
Elementos orbitales de un cuerpo alrededor del Sol.

Los elementos orbitales tradicionales son los seis elementos keplerianos, así denominados en referencia a Johannes Kepler y sus leyes del movimiento planetario.
Cuando se ven desde un marco inercial, dos cuerpos en órbita trazan trayectorias distintas. Cada una de estas trayectorias tiene su foco en el centro de masa común. Cuando se ve desde un marco no inercial centrado en uno de los cuerpos, solo es aparente la trayectoria del cuerpo opuesto; los elementos keplerianos describen estas trayectorias no inerciales. Una órbita tiene dos conjuntos de elementos keplerianos según el cuerpo que se utilice como punto de referencia. El cuerpo de referencia (generalmente el más masivo) se llama primario, el otro cuerpo se llama secundario . El primario no posee necesariamente más masa que el secundario, e incluso cuando los cuerpos son de igual masa, los elementos orbitales dependen de la elección del primario.
Los elementos orbitales de la órbita de un cuerpo celeste son un conjunto de seis cantidades que permiten definir su órbita alrededor del Sol o cualquier otro cuerpo celeste de forma totalmente unívoca. Estas seis cantidades son:
Dos elementos definen la forma y el tamaño de la elipse:
- Excentricidad de la órbita ({\displaystyle e\,\!}) - forma de la elipse, que describe cuánto se alarga en comparación con un círculo (no marcado en el diagrama).
- Semieje mayor de la órbita ({\displaystyle a\,\!}) - la suma de las distancias del periápside y apoápside dividida por dos. Para las órbitas clásicas de dos cuerpos, el semieje mayor es la distancia entre los centros de los cuerpos, no la distancia de los cuerpos desde el centro de masa.

Dos elementos definen la orientación del plano orbital en el que se incrusta la elipse:
- Inclinación de la órbita ({\displaystyle i\,\!}) - inclinación vertical de la elipse con respecto al plano de referencia, medida en el nodo ascendente (donde la órbita pasa hacia arriba a través del plano de referencia, el ángulo verde i en el diagrama). El ángulo de inclinación se mide perpendicularmente a la línea de intersección entre el plano orbital y el plano de referencia. Cualquiera de los tres puntos de una elipse definirá el plano orbital de la elipse. El plano y la elipse son objetos bidimensionales definidos en un espacio tridimensional.
- Longitud del nodo ascendente ({\displaystyle \Omega \,\!})  orienta horizontalmente el nodo ascendente de la elipse (donde la órbita pasa hacia arriba a través del plano de referencia, simbolizado por ☊ ) con respecto al punto vernal del marco de referencia (simbolizado por ♈︎). Esto se mide en el plano de referencia y se muestra como el ángulo verde Ω en el diagrama.

- Argumento del perihelio ({\displaystyle \omega \,\!}). Si no es el Sol (Argumento del periastro) - define la orientación de la elipse en el plano orbital, como un ángulo medido desde el nodo ascendente hasta la periapsis (el punto más cercano que el objeto del satélite llega al objeto principal alrededor del cual orbita, el ángulo azul ω en el diagrama).
- Anomalía media de la época ({\displaystyle M_{o}\,\!})

A veces, en lugar de la anomalía media de la época, se utiliza la anomalía media de un tiempo dado ({\displaystyle M\,\!}), o la longitud media, o la anomalía verdadera o, raramente, la anomalía excéntrica. 
A veces la época del paso por el perihelio reemplaza a la anomalía media. En lugar del semieje mayor se puede utilizar también el período orbital.
A veces se usa la {\displaystyle {\bar {\omega }}\,} (longitud del periastro), que se relaciona con Longitud del nodo ascendente ({\displaystyle \Omega \,\!}) y el Argumento del periastro ({\displaystyle \omega \,\!}) mediante:
{\displaystyle {\bar {\omega }}=\Omega +\omega \,}
Los seis elementos anteriores surgen en el problema de los dos cuerpos sin perturbaciones externas. Una trayectoria perturbada realista se representa como una sucesión de cónicas instantánea que comparte uno de su focos. Estos elementos orbitales se llaman osculatrices y la trayectoria es siempre tangente a esta sucesión de cónicas. 
Los elementos orbitales de objetos reales tienden a cambiar con el tiempo. 
La evolución de los elementos orbitales tiene lugar debido fundamentalmente a la fuerza gravitatoria de los otros cuerpos. En el caso de satélites, debido a la falta de esfericidad del primario, o al roce con los restos de atmósfera. Esto es fundamental en satélites artificiales de la Tierra o de otros planetas. En el caso de cometas la expulsión de gas, y la presión de la radiación, o las fuerzas electromagnéticas introducen pequeñas fuerzas no gravitatorias que hay que considerar para explicar su movimiento.

### Parámetros requeridos
Dado un marco de referencia inercial y una época arbitraria (un punto específico en el tiempo), se necesitan exactamente seis parámetros para definir sin ambigüedades una órbita arbitraria y sin perturbaciones.
Esto se debe a que el problema contiene seis grados de libertad. Estos corresponden a las tres dimensiones espaciales que definen la posición (x , y , z en un sistema de coordenadas cartesianas), más la velocidad en cada una de estas dimensiones. Estos pueden describirse como vectores de estado orbital, pero a menudo es una forma inconveniente de representar una órbita, razón por la cual los elementos keplerianos se usan comúnmente en su lugar.
A veces, la época se considera un "séptimo" parámetro orbital, en lugar de parte del marco de referencia.
Si la época se define como el momento en que uno de los elementos es cero, el número de elementos no especificados se reduce a cinco. (El sexto parámetro aún es necesario para definir la órbita; simplemente se establece numéricamente en cero por convención o se "mueve" a la definición de la época con respecto al tiempo del reloj del mundo real).

### Parametrizaciones alternativas
Los elementos keplerianos pueden obtenerse a partir de vectores de estado orbital (un vector tridimensional para la posición y otro para la velocidad) mediante transformaciones manuales o con programas informáticos.
Otros parámetros orbitales pueden calcularse a partir de los elementos keplerianos, como el período, el apoápside y el periápside. (Cuando se orbita la Tierra, los dos últimos términos se conocen como apogeo y perigeo). Es común especificar el período en lugar del semieje mayor en los conjuntos de elementos keplerianos, ya que cada uno puede calcularse a partir del otro siempre que se dé el parámetro gravitacional estándar, GM, para el cuerpo central.
En lugar de la anomalía media en la época, se puede utilizar la anomalía media M, longitud media, anomalía verdadera ν0, o (raramente) la anomalía excéntrica.
Utilizar, por ejemplo, la "anomalía media" en lugar de la "anomalía media en la época" significa que el tiempo t debe especificarse como un séptimo elemento orbital. A veces se asume que la anomalía media es cero en la época (eligiendo la definición apropiada de la época), dejando sólo los otros cinco elementos orbitales para ser especificados.
Diferentes conjuntos de elementos son utilizados para diversos cuerpos astronómicos. La excentricidad, e, y bien el semi-eje mayor, a, o la distancia al periápside, q, son utilizados para especificar la forma y tamaño de la órbita. La longitud del nodo ascendente, Ω, la inclinación, i, y el argumento del periápside, ω, o la longitud del periápside, ϖ, especifican la orientación de la órbita en su plano. Bien la longitud en la época, L0, la anomalía media en la época, M0, o el tiempo del pasaje por el perihelio, T0, son utilizados para conocer un punto determinado en la órbita. Las elecciones pueden depender de si se utilizan el equinoccio vernal o el nodo como referencia primaria. Se conoce el semi-eje mayor si se conocen el movimiento medio y la masa gravitacional.
También es muy común ver a la anomalía media (M) o a la longitud media (L) expresadas directamente, sin  M0 o L0 como pasos intermedios, como una función polinómica con respecto al tiempo. Este método de expresión consolida al movimiento medio (n) en el polinomio como uno de sus coeficientes. El aspecto es tal que L o M son expresados de una manera más complicada, pero parece se requiere un elemento orbital menos.
El movimiento medio puede quedar oculto por las referencias al período orbital P.
| Objeto                  | Elementos utilizados |
| ----------------------- | -------------------- |
| Planeta grande          | e, a, i, Ω, ϖ, L0    |
| Cometa                  | e, q, i, Ω, ω, T0    |
| Asteroide               | e, a, i, Ω, ω, M0    |
| Elementos en dos líneas | e, i, Ω, ω, n, M0    |

#### Transformaciones de los ángulos de Euler
Los ángulos Ω, i, ω son los ángulos de Euler (correspondientes a α, β, γ en la notación utilizada en este artículo) que caracterizan la orientación del sistema de coordenadas
x̂, ŷ, ẑ en el sistema de coordenadas inerciales Î, Ĵ, K̂
donde:
- Î, Ĵ es el plano ecuatorial del cuerpo central. Î es en la dirección del equinoccio vernal. Ĵ es perpendicular a Î y con Î define el plano de referencia. K̂ es perpendicular al plano de referencia. Los elementos orbitales de cuerpos en el Sistema Solar (planetas, cometas, asteroides, ...) por lo general utilizan la  eclíptica como el plano de referencia.
- x̂, ŷ se encuentran sobre el plano orbital y con x̂ en la dirección hacia el pericentro (periápside). ẑ es perpendicular al plano de la órbita. ŷ es mutuamente perpendicular con x̂ y ẑ.

Por lo tanto, la transformación del sistema de coordenadas Î, Ĵ, K̂ al sistema  x̂, ŷ, ẑ con los ángulos de Euler Ω, i, ω es:
{\displaystyle {\begin{aligned}x_{1}&=\cos \Omega \cdot \cos \omega -\sin \Omega \cdot \cos i\cdot \sin \omega \ ;\\x_{2}&=\sin \Omega \cdot \cos \omega +\cos \Omega \cdot \cos i\cdot \sin \omega \ ;\\x_{3}&=\sin i\cdot \sin \omega ;\\\,\\y_{1}&=-\cos \Omega \cdot \sin \omega -\sin \Omega \cdot \cos i\cdot \cos \omega \ ;\\y_{2}&=-\sin \Omega \cdot \sin \omega +\cos \Omega \cdot \cos i\cdot \cos \omega \ ;\\y_{3}&=\sin i\cdot \cos \omega \ ;\\\,\\z_{1}&=\sin i\cdot \sin \Omega \ ;\\z_{2}&=-\sin i\cdot \cos \Omega \ ;\\z_{3}&=\cos i\ ;\\\,\end{aligned}}}
{\displaystyle \left[{\begin{array}{ccc}x_{1}&x_{2}&x_{3}\\y_{1}&y_{2}&y_{3}\\z_{1}&z_{2}&z_{3}\end{array}}\right]=\left[{\begin{array}{ccc}\cos \omega &\sin \omega &0\\-\sin \omega &\cos \omega &0\\0&0&1\end{array}}\right]\,\left[{\begin{array}{ccc}1&0&0\\0&\cos i&\sin i\\0&-\sin i&\cos i\end{array}}\right]\,\left[{\begin{array}{ccc}\cos \Omega &\sin \Omega &0\\-\sin \Omega &\cos \Omega &0\\0&0&1\end{array}}\right]\,;}
donde
{\displaystyle {\begin{aligned}\mathbf {\hat {x}} &=x_{1}\mathbf {\hat {I}} +x_{2}\mathbf {\hat {J}} +x_{3}\mathbf {\hat {K}} ~;\\\mathbf {\hat {y}} &=y_{1}\mathbf {\hat {I}} +y_{2}\mathbf {\hat {J}} +y_{3}\mathbf {\hat {K}} ~;\\\mathbf {\hat {z}} &=z_{1}\mathbf {\hat {I}} +z_{2}\mathbf {\hat {J}} +z_{3}\mathbf {\hat {K}} ~.\\\,\end{aligned}}}
La transformación inversa, que permite calcular las 3 coordenadas en el sistema I-J-K dadas 3 (o 2) coordenadas en el sistema x-y-z, es representada por la matriz inversa. Según las reglas del álgebra de matrices, la matriz inversa del producto de las 3 matrices de rotación se obtiene invirtiendo el orden de las tres matrices e intercambiando los signos de los tres ángulos de Euler.
La transformación de  x̂, ŷ, ẑ a los ángulos de Euler Ω, i, ω es:
{\displaystyle {\begin{aligned}\Omega &=\operatorname {arg} \left(-z_{2},z_{1}\right)\\i&=\operatorname {arg} \left(z_{3},{\sqrt {{z_{1}}^{2}+{z_{2}}^{2}}}\right)\\\omega &=\operatorname {arg} \left(y_{3},x_{3}\right)\\\,\end{aligned}}}
donde arg(x,y) significa que el argumento polar se puede calcular con la función estándar atan2(y,x) disponible en muchos sistemas de programación.

## Los elementos orbitales en dos líneas
Hay muchos programas de informática para el seguimiento de los satélites artificiales en órbita alrededor de la Tierra. Para que puedan funcionar se necesita alimentarlos con elementos orbitales recientes. Datos de más de 30 días dan resultados profundamente inexactos. Los elementos orbitales de los diferentes satélites se listan en código de texto y pueden estar en diferentes formatos. El más común es el NASA / NORAD, que da los elementos orbitales de cada cuerpo astronómico empleando dos líneas , originalmente se diseñó para el uso con las antiguas tarjetas perforadas de 80 columnas, pero todavía están en uso porque es el formato más común.
Ejemplo de un elemento orbital en dos líneas:
```
1 27651U 03004A 07083.49636287 .00000119 00000-0 30706-4 0 2692
2 27651 039.9951 132.2059 0025931 073.4582 286.9047 14.81909376225249

```

## Perturbaciones y varianza elemental
Las órbitas no perturbadas, de dos cuerpos, newtonianas son siempre secciones cónicas, por lo que los elementos keplerianos definen una elipse, parábola o hipérbola. Las órbitas reales tienen perturbaciones, por lo que un conjunto dado de elementos keplerianos describe con precisión una órbita sólo en la época. La evolución de los elementos orbitales tiene lugar debido a la atracción gravitatoria de cuerpos distintos del primario, la no esfericidad del primario, la resistencia atmosférica, el arrastre, efectos relativistas, presión de radiación, fuerza electromagnética, entre otros.
Los elementos keplerianos pueden utilizarse a menudo para producir predicciones útiles en tiempos cercanos a la época. Alternativamente, las trayectorias reales pueden ser modeladas como una secuencia de órbitas keplerianas que osculan ("besan" o tocan) la trayectoria real. También pueden describirse mediante las llamadas ecuaciones planetarias, ecuaciones diferenciales que vienen en diferentes formas desarrolladas por Lagrange, Gauss, Delaunay, Poincaré, o Hill.

## Variables de Delaunay
Los elementos orbitales de Delaunay fueron introducidos por Charles-Eugène Delaunay durante su estudio del movimiento de la Luna. Comúnmente llamadas variables de Delaunay, son un conjunto de variables canónicas, que son coordenadas de ángulo de acción. Los ángulos son sumas simples de algunos de los ángulos de Kepler:
- la longitud media: {\displaystyle \ell =M+\omega +\Omega \,,}
- la longitud del periapsis: {\displaystyle g=\omega +\Omega \,,} y
- la longitud del nodo ascendente: {\displaystyle h=\Omega }

junto con sus respectivos momentos conjugados, L, G, y H. Los momentos L, G, y H son las variables de acción y son combinaciones más elaboradas de los elementos keplerianos  a, e, e i.
Las variables de Delaunay se utilizan para simplificar los cálculos perturbativos en mecánica celeste, por ejemplo, al investigar las oscilaciones de Kozai-Lidov en sistemas triples jerárquicos. La ventaja de las variables de Delaunay es que permanecen bien definidas y no singulares (excepto h, lo que puede tolerarse) cuando e y/o i son muy pequeños: cuando la órbita de la partícula de prueba es casi circular ({\displaystyle e\approx 0}),, o casi “plana” ({\displaystyle i\approx 0}).